# Cantón de Saint-Avold-1
El cantón de Saint-Avold-1 era una división administrativa francesa, que estaba situada en el departamento de Mosela y la región de Lorena.

## Composición
El cantón estaba formado por cinco comunas, más una fracción de la comuna que le daba su nombre:
- Altviller
- Diesen
- Folschviller
- Porcelette
- Saint-Avold (fracción)
- Valmont

## Supresión del cantón de Saint-Avold-1
En aplicación del Decreto nº 2014-183 de 18 de febrero de 2014,el cantón de Saint-Avold-1 fue suprimido el 22 de marzo de 2015 y sus 6 comunas pasaron a formar parte del nuevo cantón de Saint-Avold.